# 이반 노바
이반 마누엘 노바 관스(Iván Manuel Nova Guance, 1987년 1월 12일 ~ )는 도미니카 공화국의 야구 선수이자, 전 KBO 리그 SSG 랜더스의 투수이다.

## 미국 프로야구 시절
2004년 아마추어 FA로서 뉴욕 양키스와 계약했다. 그는 8만 달러의 계약 보너스를 받았는데, 이는 도미니카인 유망주에게 주어지는 평균 보너스와 비슷하다. 다른 팀이 그에게 더 많은 돈을 제안했지만 그는 뉴욕 양키스와 계약했다.
2006년 마이너리그 신인리그 수준의 걸프 코스트 양키스와 함께 프로 데뷔전을 치렀고, 3승, 평균자책점 2.72를 기록했다. 연장된 봄 훈련에서 2007년 시즌을 시작한 후, 뉴욕 양키스는 그를 클래스 A 표준 레벨의 찰스턴 리버 독으로 배정했다. 2008년 에 5패의, 평균자책점 5.06을 기록하며 시즌을 시작했다. 당시 그는 은퇴를 고려했으나 동료 선수들과 코치들의 도움으로 야구 활동을 이어가기로 했다. 2008년 26경기에 등판해 8승 13패, 평균자책점 4.26, 109삼진, 46볼넷을 기록했다.

## 한국 프로야구 시절

### SSG 랜더스시절
2022년에 샘 가빌리오를 대체할 외국인 투수로 영입되었다.

## 연도별 투수 성적
| 연 도     | 소 속     | 등 판 | 선 발 | 완 투 | 완 봉 | 무 4 구 | 승 리 | 패 전 | 세 이 브 | 홀 드 | 승 률 | 타 자 | 이 닝 | 피 안 타 | 피 홈 런 | 볼 넷 | 고 4 | 몸 맞 | 탈 삼 진 | 폭 투 | 보 크 | 실 점 | 자 책 점 | 평 자 책 | W H I P |
| --------- | --------- | ----- | ----- | ----- | ----- | ------- | ----- | ----- | -------- | ----- | ----- | ----- | ----- | -------- | -------- | ----- | ---- | ----- | -------- | ----- | ----- | ----- | -------- | -------- | ------- |
| 2010년    | NYY       | 10    | 7     | 0     | 0     | 0       | 1     | 2     | 0        | 0     | .333  | 185   | 42.0  | 44       | 4        | 17    | 2    | 1     | 26       | 2     | 0     | 22    | 21       | 4.50     | 1.45    |
| 2011년    | NYY       | 28    | 27    | 0     | 0     | 0       | 16    | 4     | 0        | 0     | .800  | 704   | 165.1 | 163      | 13       | 57    | 3    | 6     | 98       | 11    | 0     | 74    | 68       | 3.70     | 1.33    |
| 2012년    | NYY       | 28    | 28    | 0     | 0     | 0       | 12    | 8     | 0        | 0     | .600  | 748   | 170.1 | 194      | 28       | 56    | 3    | 10    | 153      | 6     | 2     | 100   | 95       | 5.02     | 1.47    |
| 2013년    | NYY       | 23    | 20    | 3     | 2     | 0       | 9     | 6     | 0        | 0     | .600  | 586   | 139.1 | 135      | 9        | 44    | 3    | 14    | 116      | 3     | 0     | 49    | 48       | 3.10     | 1.28    |
| 2014년    | NYY       | 4     | 4     | 0     | 0     | 0       | 2     | 2     | 0        | 0     | .500  | 96    | 20.2  | 32       | 6        | 6     | 0    | 2     | 12       | 1     | 0     | 19    | 19       | 8.27     | 1.84    |
| 통산：5년 | 통산：5년 | 93    | 86    | 3     | 2     | 0       | 40    | 22    | 0        | 0     | .645  | 2319  | 537.2 | 568      | 60       | 180   | 11   | 33    | 405      | 23    | 2     | 264   | 251      | 4.20     | 1.39    |

- 2014년 기준, 굵은 글씨는 시즌 최고 성적.